# Марсел Чолаку
Јон-Марсел Чолаку (рум. Ion-Marcel Ciolacu; Бузау, 28. новембар 1967) румунски је политичар. Од 2023. до 2025. обављао је функцију председника Владе Румуније. Председник је Социјалдемократске странке.